# 永島昭浩
永島 昭浩（ながしま あきひろ、1964年〈昭和39年〉4月9日 - ）は、兵庫県神戸市出身の元サッカー選手で、サッカー解説者、スポーツキャスター。元サッカー日本代表。長女の永島優美は元フジテレビのアナウンサー。また、プロ野球の横浜DeNAベイスターズに所属している佐野恵太、福岡ダイエーホークス、西武ライオンズ、阪神タイガースなどでプレーした佐々木誠とも親戚関係にある（佐野の妻が優美の夫の妹、佐々木は佐野の伯父にあたる）。

## 選手時代
小学4年からサッカーを始め、御影工業高校時代は1年からインターハイ出場、1、2年時には全国高校選手権出場。3年では兵庫県選抜入りし、島根国体で優勝。
高校卒業後の1983年、松下電器産業サッカー部（現:ガンバ大阪）に入団。4年目からポジションを獲得した。1989年、PSVのセカンドチームに練習生として参加、入団を目指していることをチーム関係者に伝えたところ、セカンドチームが出場していたハーレムカップの準決勝、決勝に起用され、準決勝で1得点、決勝では2得点を挙げて優勝に貢献、この活躍でトップチームでの練習参加が認められる運びとなったものの、怪我で帰国を余儀なくされ、プロとしてPSVに加入する夢は果てた。
1989-90年度には15ゴールを決める活躍でリーグのベストイレブンに選出された。水口洋次監督退任直前の1991年元日には天皇杯獲得。この頃から注目される存在となった。1990年7月27日、第1回ダイナスティカップの韓国戦で先発出場して日本代表デビューを果たし、国際Aマッチ4試合に出場した、以降何度か代表復帰が報じられたが、召集されることはなかった。
1993年のJリーグ開幕では浦和レッズ戦に先発出場し勝利した。5月26日の清水エスパルス戦でJリーグ開幕後初ゴールを決めた。6月5日、神戸ユニバー記念競技場で行われた名古屋戦にてハットトリックを達成、これがJリーグ日本人選手のハットトリック第1号となった（Jリーグのハットトリック第1号はジーコ）。同じく神戸ユニバーで開催の初のJリーグオールスターサッカーではJ-WESTの選手として出場、ゴールを記録し敢闘賞を獲得した。
ガンバでの1年目はリーグ戦32試合12ゴールとある程度の成績を残していたが、次第に釜本邦茂監督の構想を外れる様になり、確執も伝えられた。1994年1月24日、日本代表への復帰を目指して、清水エスパルスへの移籍が突然発表された。同年の開幕戦となった横浜フリューゲルス戦で88分に決勝ゴールを決めるデビュー。同年のJリーグオールスターサッカーでも決勝ゴールを決めて、MVPを獲得した。
1995年、阪神・淡路大震災によって実家は全壊した。同年のシーズン途中、震災前から獲得オファーを出していた当時ジャパンフットボールリーグ所属でJリーグ準会員のヴィッセル神戸に「神戸を勇気づけたい」と移籍。エスパルスからはレンタル移籍も提案されていたが、完全移籍での移籍を決断した。Jリーグの強豪クラブのエースが、下部リーグに移籍したことで当時話題になったが、同年は怪我で活躍出来なかった。1996年はチーム内ではジアードに次ぐ17ゴールを決め、チームのJリーグ昇格に貢献する活躍を見せ、「ミスター神戸」としてチームを牽引した。またこの年の途中から加入したミカエル・ラウドルップに大きな影響を受けた(ラウドルップのデビュー戦となった、第16節のブランメル仙台との対戦では、ラウドルップの移籍後初ゴールと2点目をアシストした。)
1997年には、開幕戦となった鹿島アントラーズ戦でJ1復帰後初ゴールを決めると、第2節の名古屋グランパスエイト戦では延長Vゴールを含め、2ゴールを決めて、チームにJリーグ初勝利をもたらした。後期、第12節のジェフ市原戦で自身2回目、神戸の選手としては初となるハットトリックを達成するなど、22ゴールで得点ランキング3位タイ、日本人では単独1位を記録した。また同年は3度目のJリーグオールスターサッカー出場を果たした。1998年は欠場もあり成績を落とすが、それでも二桁ゴールを決めた。また同年のJ1参入決定戦の2回戦、コンサドーレ札幌戦の1stレグではPKで1ゴールを挙げ勝利に貢献、2ndレグでも先発フル出場してJ1残留に貢献した。
2000年、チームは永島に現役を続けさせる意向を持っていたが、怪我などもあり引退を決断。11月26日、現役ラストの試合となった三浦知良擁する京都戦で途中出場から決勝ゴールを決めた。試合後の引退セレモニーでは、日本代表で宿舎が同部屋になったこともある三浦知良も登場した。J1通算165試合61ゴールの成績を残した。以後、彼の背番号「13」は播戸竜二、大久保嘉人、我那覇和樹、小川慶治朗、佐々木大樹などチームのエースストライカーが背負っている。

## 引退後
引退後はヴィッセル神戸の技術アドバイザー、日本サッカー協会のJFAアンバサダーとして後進の指導に当たる傍ら、スポーツコメンテーターとしてフジテレビ系列、CS放送J SPORTSの解説や毎日放送（MBSラジオ）のパーソナリティー、読売テレビ『雨スポ』などに出演している。

2002年4月1日から2011年3月末までフジテレビの夕方のニュース番組、『FNNスーパーニュース』内の「スポーツの力」のキャスターを務めていた。コメントを「噛む」場面が多く、「はに噛む王子」とも揶揄されたり、噛む場面がモノマネのネタにされたりした。2011年4月2日からフジテレビの『FNNスーパーニュースWEEKEND』内のスポーツコーナーに異動。2015年4月から『FNN みんなのニュース Weekend』にも引き続き出演、週末のスポーツの話題を伝えていたが、同番組の最終回である2018年4月1日をもって、フジテレビのキャスターを卒業した。なお、娘の永島優美が出演している『めざましテレビ』→『めざまし8』にはVTRも含め、現在も不定期出演している。
2004年まで『すぽると!』では毎週木曜日にtotoを予想するコーナー担当していた。

2001年から2004年まで、アシックスのスポーツアドバイザーとして活動をした。

2015年4月6日、日本のサッカーを世界基準へ引き上げるための論文作成のため日本大学大学院総合社会情報研究科に入学することを公表。

2016年5月10日、日本サッカー協会国際委員会委員に就任。

2017年3月、日本大学大学院総合社会情報研究科博士前期課程を修了、国際情報の修士号を取得した。

2024年6月、一般社団法人大阪府サッカー協会会長（令和6・7年度）に就任。

## その他
阪神・淡路大震災が起きた際は神戸に戻って約1週間の間、母校でもあった避難所となっていた中学校に、遠くの営業しているコンビニから食料を自費で調達し、車に詰め込めるだけ積んで避難所に届けるという、救助活動をしていた。
2020年に掲載された「J歴代ベスト11」という記事の中で小野伸二を日本人選手として歴代最高傑作かもしれないと評価している

## 所属クラブ
ユース経歴
- 1974年 - 1976年 千歳小学校
- 1977年 - 1979年 太田中学校
- 1980年 - 1982年 御影工業高校

プロ経歴
- 1983年 - 1993年 松下電器/ガンバ大阪
- 1994年 - 1995年5月 清水エスパルス
- 1995年6月 - 2000年 ヴィッセル神戸

## 個人成績
| 国内大会個人成績 | 国内大会個人成績 | 国内大会個人成績 | 国内大会個人成績 | 国内大会個人成績                         | 国内大会個人成績 | 国内大会個人成績 | 国内大会個人成績 | 国内大会個人成績 | 国内大会個人成績 | 国内大会個人成績 | 国内大会個人成績 |
| 年度             | クラブ           | 背番号           | リーグ           | リーグ戦                                 | リーグ戦         | リーグ杯         | リーグ杯         | オープン杯       | オープン杯       | 期間通算         | 期間通算         |
| 年度             | クラブ           | 背番号           | リーグ           | 出場                                     | 得点             | 出場             | 得点             | 出場             | 得点             | 出場             | 得点             |
| 日本             | 日本             | 日本             | 日本             | リーグ戦                                 | リーグ戦         | JSL杯/ナビスコ杯 | JSL杯/ナビスコ杯 | 天皇杯           | 天皇杯           | 期間通算         | 期間通算         |
| ---------------- | ---------------- | ---------------- | ---------------- | ---------------------------------------- | ---------------- | ---------------- | ---------------- | ---------------- | ---------------- | ---------------- | ---------------- |
| 1983             | 松下             |                  | 関西             |                                          |                  | -                | -                | 2                | 0                |                  |                  |
| 1984             | 松下             |                  | JSL2部           | 7                                        | 0                | 2                | 0                | 0                | 0                | 9                | 0                |
| 1985             | 松下             |                  | JSL2部           | 6                                        | 2                | 2                | 0                | 1                | 0                | 9                | 2                |
| 1986-87          | 松下             | 13               | JSL1部           | 22                                       | 7                | 1                | 0                | 2                | 0                | 25               | 7                |
| 1987             | 松下             | 13               | JSL2部           | 14                                       | 6                | 1                | 0                | 3                | 0                | 18               | 6                |
| 1988-89          | 松下             | 13               | JSL1部           | 21                                       | 5                | 1                | 0                | 2                | 0                | 24               | 5                |
| 1989-90          | 松下             | 13               | JSL1部           | 22                                       | 15               | 0                | 0                | 1                | 0                | 23               | 15               |
| 1990-91          | 松下             | 13               | JSL1部           | 21                                       | 8                | 1                | 1                | 5                | 4                | 27               | 13               |
| 1991-92          | 松下             | 10               | JSL1部           | 21                                       | 8                | 3                | 3                | 2                | 2                | 26               | 13               |
| 1992             | G大阪            | -                | J                | -                                        | -                | 9                | 5                | 3                | 2                | 12               | 7                |
| 1993             | G大阪            | -                | J                | 32                                       | 12               | 6                | 5                | 0                | 0                | 38               | 17               |
| 1994             | 清水             | -                | J                | 28                                       | 8                | 1                | 1                | 0                | 0                | 29               | 9                |
| 1995             | 清水             | -                | J                | 10                                       | 1                | -                | -                | -                | -                | 10               | 1                |
| 1995             | 神戸             | 51               | 旧JFL            | 15                                       | 10               | -                | -                | 3                | 0                | 18               | 10               |
| 1996             | 神戸             | 13               | 旧JFL            | 28                                       | 17               | -                | -                | 3                | 5                | 31               | 22               |
| 1997             | 神戸             | 13               | J                | 32                                       | 22               | 5                | 3                | 2                | 1                | 39               | 26               |
| 1998             | 神戸             | 13               | J                | 28                                       | 10               | 3                | 1                | 2                | 2                | 33               | 13               |
| 1999             | 神戸             | 13               | J1               | 26                                       | 7                | 1                | 0                | 0                | 0                | 27               | 7                |
| 2000             | 神戸             | 13               | J1               | 9                                        | 1                | 1                | 0                | 0                | 0                | 10               | 1                |
| 通算             | 日本             | 日本             | J1               | 165                                      | 61               | 26               | 15               | 7                | 5                | 198              | 81               |
| 通算             | 日本             | 日本             | JSL1部           | 107                                      | 43               | 6                | 4                | 12               | 6                | 125              | 53               |
| 通算             | 日本             | 日本             | JSL2部           | 27                                       | 8                | 5                | 0                | 4                | 0                | 26               | 8                |
| 通算             | 日本             | 日本             | 旧JFL            | 43                                       | 27               | -                | -                | 6                | 5                | 49               | 32               |
| 通算             | 日本             | 日本             | 関西             | \|\|\|\|colspan="2"\|-\|\|2\|\|0\|\|\|\| |                  |                  |                  |                  |                  |                  |                  |
| 総通算           | 総通算           | 総通算           | 総通算           | \|\|\|\|37\|\|19\|\|31\|\|16\|\|\|\|     |                  |                  |                  |                  |                  |                  |                  |

その他の公式戦
- 1991年
  - コニカカップ 5試合5得点
- 1998年
  - J1参入決定戦 2試合1得点

その他
- - Jリーグオールスターサッカー選出 4回 : (1993, 1994, 1997, 1998)

出場歴
- Jリーグ初出場 - 1993年5月16日 サントリーシリーズ第1節 vs浦和レッズ（万博記念競技場）
- Jリーグ初得点 - 1993年5月26日 サントリーシリーズ第4節 vs清水エスパルス（万博記念競技場）
- Jリーグ初ハットトリック - 1993年6月5日 サントリーシリーズ第7節 vs名古屋グランパス（神戸総合運動公園ユニバー記念競技場）

## 代表歴
- 国際Aマッチ初出場 - 1990年7月27日 ダイナスティカップ1990 vs韓国代表（北京工人体育場）

### 試合数
- 国際Aマッチ 4試合 0得点(1990-1991)[1]

| 日本代表 | 国際Aマッチ | 国際Aマッチ | その他 | その他 | 期間通算 | 期間通算 |
| 年       | 出場        | 得点        | 出場   | 得点   | 出場     | 得点     |
| -------- | ----------- | ----------- | ------ | ------ | -------- | -------- |
| 1990     | 3           | 0           | 0      | 0      | 3        | 0        |
| 1991     | 1           | 0           | 2      | 0      | 3        | 0        |
| 通算     | 4           | 0           | 2      | 0      | 6        | 0        |

### 出場
| No. | 開催日         | 開催都市 | スタジアム                     | 対戦相手       | 結果 | 監督     | 大会                   |
| --- | -------------- | -------- | ------------------------------ | -------------- | ---- | -------- | ---------------------- |
| 1.  | 1990年07月27日 | 北京     | 北京工人体育場                 | 韓国           | ●0-2 | 横山謙三 | ダイナスティカップ1990 |
| 2.  | 1990年07月29日 | 北京     | 北京工人体育場                 | 中華人民共和国 | ●0-1 | 横山謙三 | ダイナスティカップ1990 |
| 3.  | 1990年07月31日 | 北京     | 北京工人体育場                 | 北朝鮮         | ●0-1 | 横山謙三 | ダイナスティカップ1990 |
| 4.  | 1991年07月27日 | 長崎県   | 長崎県立総合運動公園陸上競技場 | 韓国           | ●0-1 | 横山謙三 | 日韓定期戦             |

## タイトル
クラブ
松下電器
- 日本サッカーリーグ2部：1回（1985年）
- 関西サッカーリーグ：1回（1983年）
- 天皇杯：1回（1990年）

ガンバ大阪
- クイーンズカップ：1回（1992年）

個人
- 1997年 - Jリーグ フェアプレー個人賞
- 1994 : JリーグオールスターMVP
- 1993 : Jリーグオールスター敢闘賞

## 出演番組
- すぽると!（フジテレビ） 
  - コメンテーター（2001年4月 - 2002年3月、2014年4月 - 2016年3月）
- FNNスーパーニュースWEEKEND（フジテレビ、2011年4月2日 - 2015年3月29日） - スポーツキャスター
- FNNスーパーニュース（フジテレビ）
  - 月曜のスポーツキャスター（2002年4月1日 - 2004年3月22日）
  - 月曜 - 水曜のスポーツキャスター（2004年3月29日 - 2011年3月23日）
- みんなのニュース（フジテレビ）
  - 月曜 - 水曜の旧・第1部のコメンテーター（2015年3月30日 - 2015年9月23日）
  - 月曜の旧・第1部のコメンテーター（2016年1月4日 - 2016年3月28日）
- FNN みんなのニュース Weekend（フジテレビ、2015年4月4日 - 2018年4月1日） - スポーツキャスター
- ラヴィット!（TBS、2022年8月22日）[34]
- めざましテレビ・めざまし8（フジテレビ、不定期） - サッカー解説者
- ポップUP（フジテレビ、2022年11月23日・24日） - サッカー解説者